# اوورای
اوورای (به لاتین: Uray) یک شهر و تقسیمات کشوری روسیه در روسیه است.